# 大中肇
大中 肇（おおなか はじめ、1886年3月28日 - 1950年9月15日）は、日本の建築家。熊本県天草郡楠浦村（現・天草市楠浦町）出身。
福岡県立工業学校建築科（現・福岡県立福岡工業高校）卒業。愛知県刈谷市を中心とする西三河地方で活躍し、建築学者の瀬口哲夫は大中を「タウンアーキテクト」と称している。代表作として亀城尋常高等小学校本館（現・刈谷市郷土資料館、登録有形文化財）がある。

## 経歴

### 青年時代

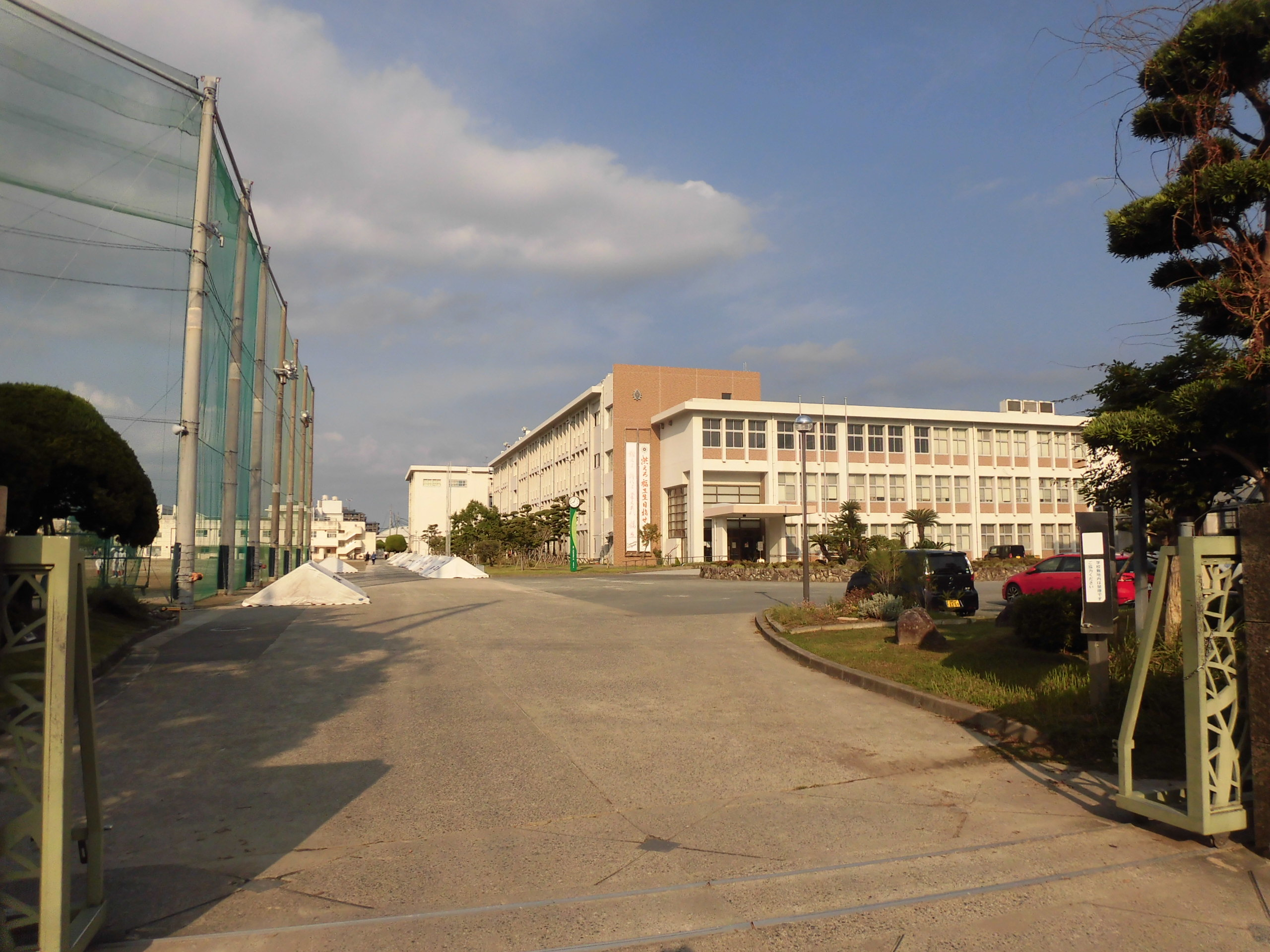
母校の福岡県立福岡工業高校

1886年（明治19年）3月28日、熊本県の天草諸島にある天草郡楠浦村（現・天草市楠浦町）に生まれた。父親は大中清八、母親はキヨであり、肇は長男だった。大中家は肇の教育面を考えて、八代海の対岸にある鹿児島県出水郡中出水村下鯖渕（現・出水市下鯖町）に移住した。中出水尋常小学校と中出水高等小学校（現・出水市立米ノ津小学校）、鹿児島県立鹿児島中学校（現・鹿児島県立鶴丸高等学校）を卒業した。
1904年（明治37年）に福岡県立工業学校建築科（現・福岡県立福岡工業高校）に入学した。この時期の福岡県立工業学校には鹿児島県出身者が多く、特に出水町・上出水村・中出水村・下出水村など出水地方出身者が多かった。出水地方出身者が多かった理由は定かでないが、香月經男は『福岡工業学校教師・卒業生列伝』で鹿児島県初の卒業生である竹添長養の存在を指摘している。4年時には農商務省製鐵所（官営八幡製鐵所）官舎建築場での特修実務練習を行い、期間中の1907年（明治40年）7月8日には建築学会に准員として入会した。

### 愛知県営繕課時代
福岡県立工業学校卒業時には早稲田大学への進学を目指していたが、経済面の問題などで断念したとされている。1908年（明治41年）には実務練習先でもあった官営八幡製鐵所に入社し、工務部の官舎建築場で働いた。しかし半年後の1908年末には八幡製鐵所を退職し、愛知県営繕係（後に営繕課）の技手に転職した。愛知県営繕課には前任が福岡県立工業学校の教員だった西原吉治郎がおり、西原は自宅に大中を寄留させるなどの世話をしている。1910年（明治43年）には技手として第10回関西府県連合共進会展示場や愛知県女子師範学校を担当した。
1919年（大正8年）には鉄筋コンクリート造の愛知県立第八中学校（現・愛知県立刈谷高等学校）を担当し、1921年（大正10年）には刈谷町立高等女学校（現・愛知県立刈谷北高等学校）を担当した。刈谷町立高等女学校はこの時代の女学校としては珍しく鉄筋コンクリート造の建物だった。1923年（大正12年）は愛知県立津島中学校（現・愛知県立津島高等学校）の設計も担当している。大正時代には母校である福岡県立工業学校校友会の名古屋地方幹事を務めた。

### 独立開業後
38歳だった1924年（大正13年）には愛知県営繕課を退職し、碧海郡刈谷町元中根47-1（現・刈谷市元町）に大中建築事務所を開設して独立した。名古屋市には西原や鈴木禎次による個人建築事務所があったが、名古屋市以外の愛知県では最も早く開設された個人建築事務所とされている。大中建築事務所開設後の昭和初期には市川呉服店、1927年（昭和2年）には上天温泉、1930年（昭和5年）には山中従天医館、1930年（昭和5年）頃には富士松村役場などを設計している。大中建築事務所開設前を含めると、学校などの公共建築、個人宅や医院など、生涯で70棟ほどを設計した。
1937年（昭和12年）頃には戦時統制経済が強化されており、1939年（昭和14年）頃からは大中建築設計事務所も開店休業状態となったため、1941年（昭和16年）には長谷部竹腰建築事務所名古屋支所の仕事を手伝っている。戦後には知多郡東浦町の東浦町役場や東浦町立緒川小学校の設計を手掛けた。1950年（昭和25年）9月15日、逢妻川での投網中に脳溢血で倒れて死去した。墓所は刈谷市の青山斎園。

## 人物
大中は俳句を趣味としており、亀城園句会に所属して鬼瓦という俳号を有していた。1932年（昭和7年）に刊行された『亀城園句集』には大中による37句が掲載されている。
外出時には白麻のハンカチーフと香水を忘れなかったというが、自宅では袴を着て過ごしていたという。

## 評価

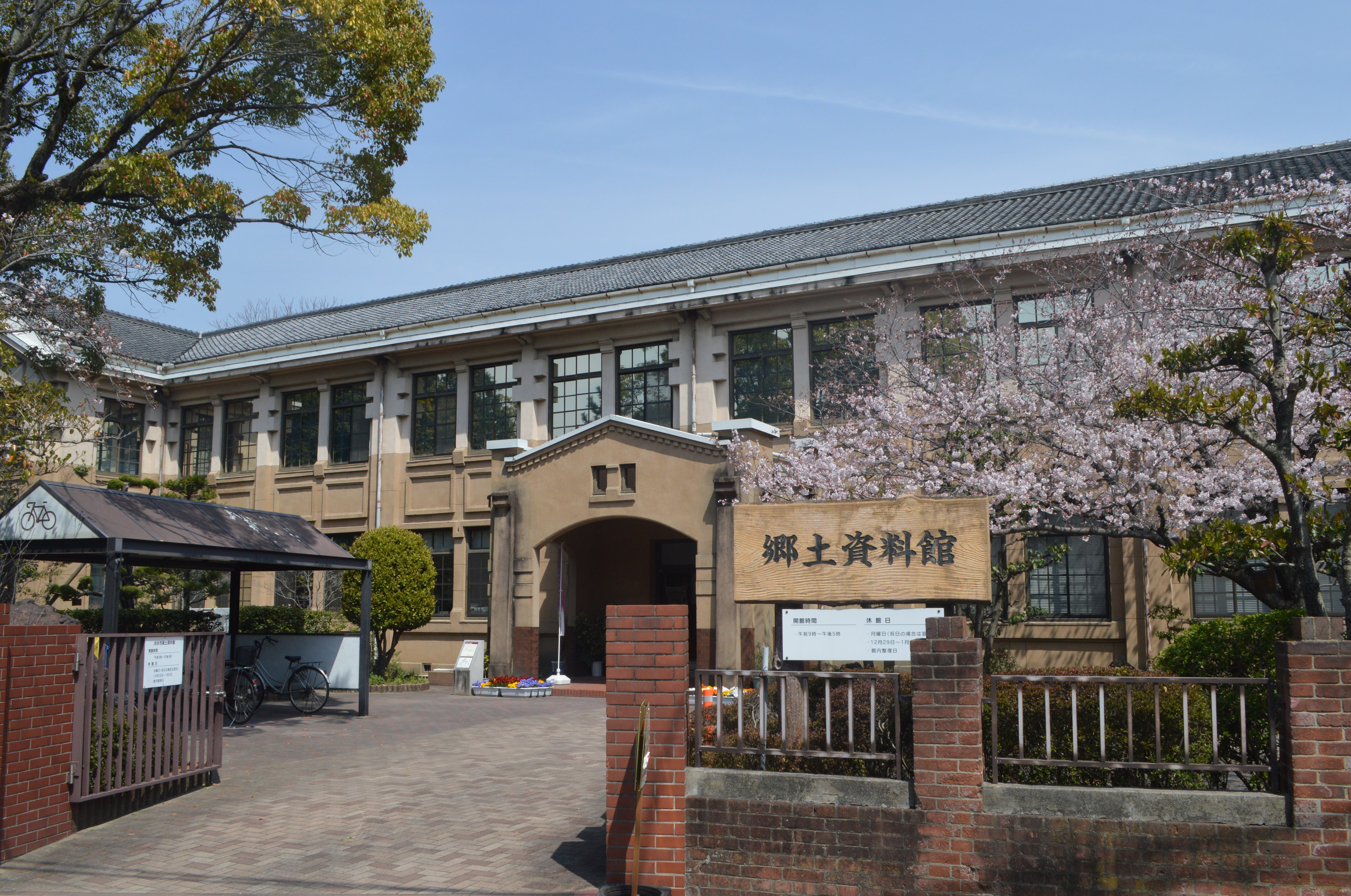
亀城尋常高等小学校本館（現・刈谷市郷土資料館）

建築学者の瀬口哲夫は大中の作品に「表現主義的傾向を持つ愛知県営繕風意匠」があるとしており、一方で「より自由な表現となった意匠、色彩も鮮やかになりゼツェシオンの傾向が強くなった意匠」「フランク・ロイド・ライトに代表されるプレーリー・ハウス的な意匠」があるとしている。「造形的な力量があり、立面や平面計画で自由な造形性を追求している」「機能主義的なモダニズム建築とは距離を置いていた建築家と考えられる。つまり、彼は、建築を芸術的なものとしてとらえていた建築家であったといえる」と評している。
1928年（昭和3年）に設計した亀城尋常高等小学校本館は、1972年（昭和47年）には老朽化のために取り壊しが検討されたが、保存を求める市民の声を受けて転用が決定し、1980年（昭和55年）に刈谷市郷土資料館が開館した。刈谷市郷土資料館は1999年（平成11年）2月11日に国の登録有形文化財に登録されており、登録理由として「地方都市における初期鉄筋コンクリート造建築の好例」「バットレス付きの玄関ポーチと、木造校舎を踏襲した両翼妻面のデザインに特徴がある」とされている。1986年（昭和61年）には亀城尋常高等小学校講堂が取り壊されたが、同年6月には刈谷市郷土資料館で大中の功績を称える「大中肇展」が開催された。

## 作品

### 愛知県技手時代
- 1910年 第10回関西府県連合共進会展示場（名古屋市）※担当技手
- 1910年 愛知県女子師範学校（名古屋市）※担当技手
- 1919年 愛知県立第八中学校（刈谷市）※工事監督
- 1921年 刈谷町立高等女学校（刈谷市）※工事監督
- 1923年 愛知県立津島中学校（津島市）

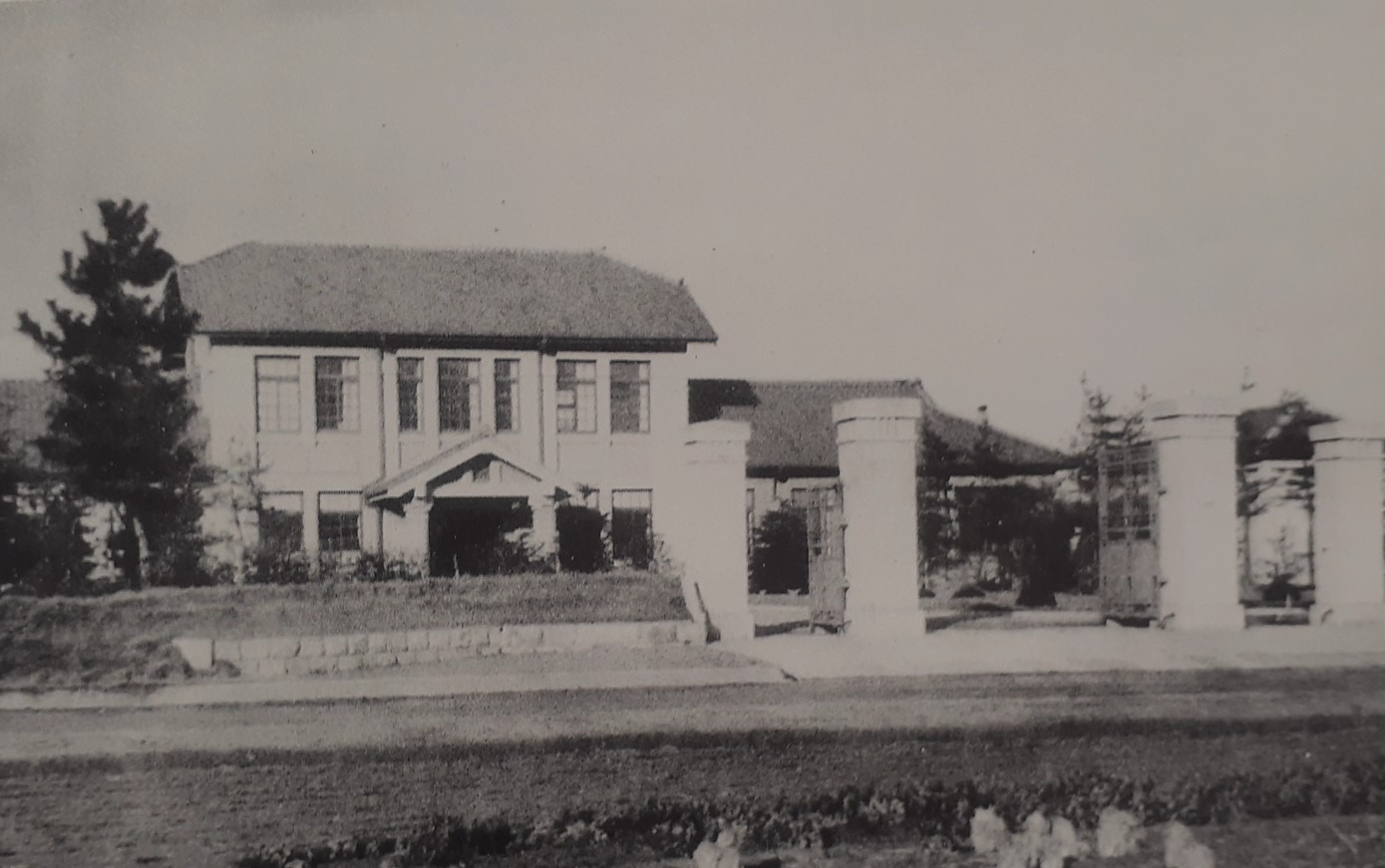
愛知県立第八中学校

### 独立後
- 1924年 旧大浜警察署（碧南市）※現存
- 昭和初期 市川呉服店
- 1927年 上天温泉（刈谷市）※現存
- 1928年 亀城尋常高等小学校本館（刈谷市）※刈谷市郷土資料館として現存
- 1928年 亀城尋常高等小学校講堂（刈谷市）
- 1930年 山中従天医館（碧南市）※現存
- 1930年頃 富士松村役場（刈谷市）
- 1950年 東浦町役場（知多郡東浦町）
- 戦後 東浦町立緒川小学校（知多郡東浦町）

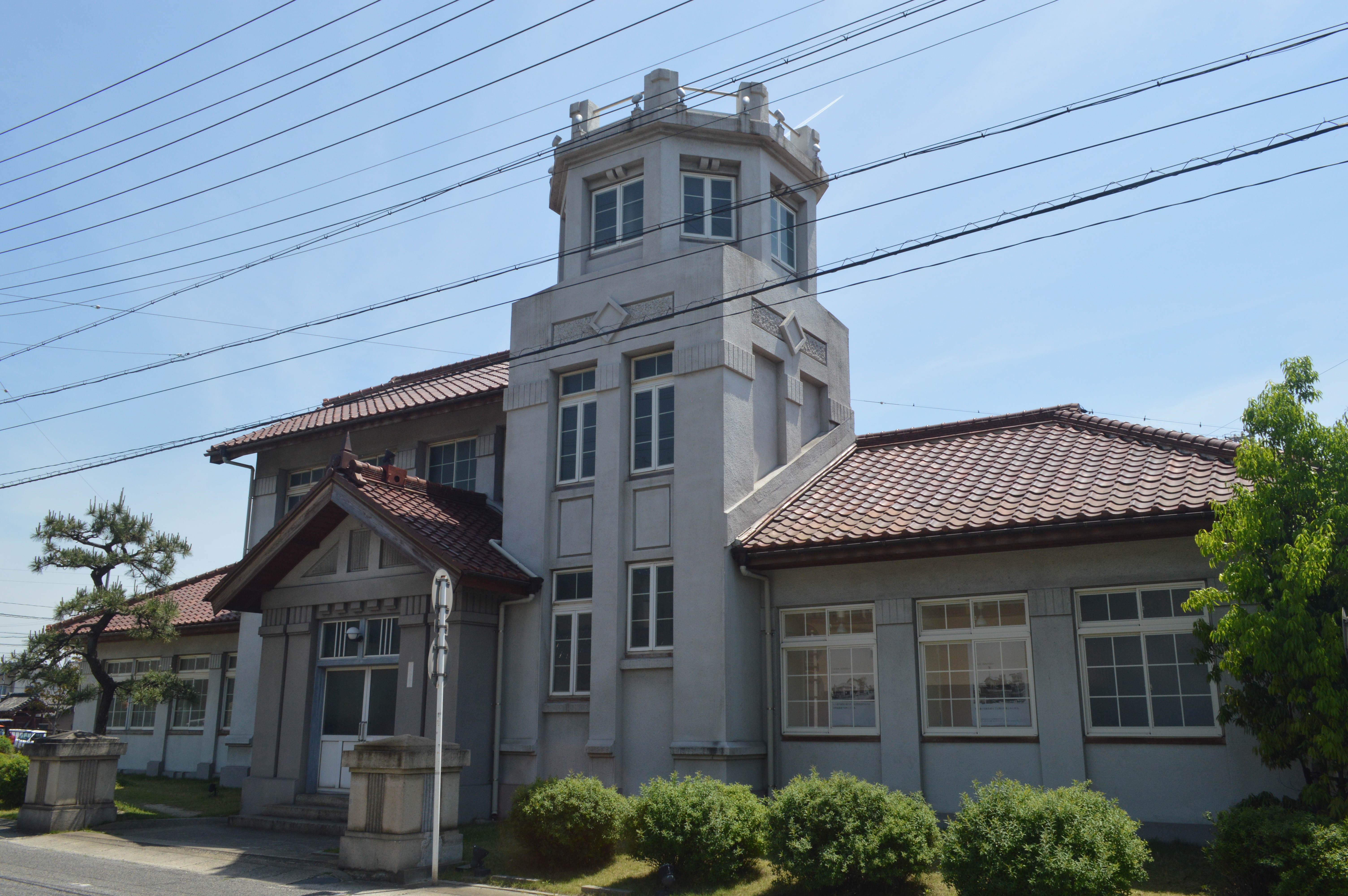
旧大浜警察署
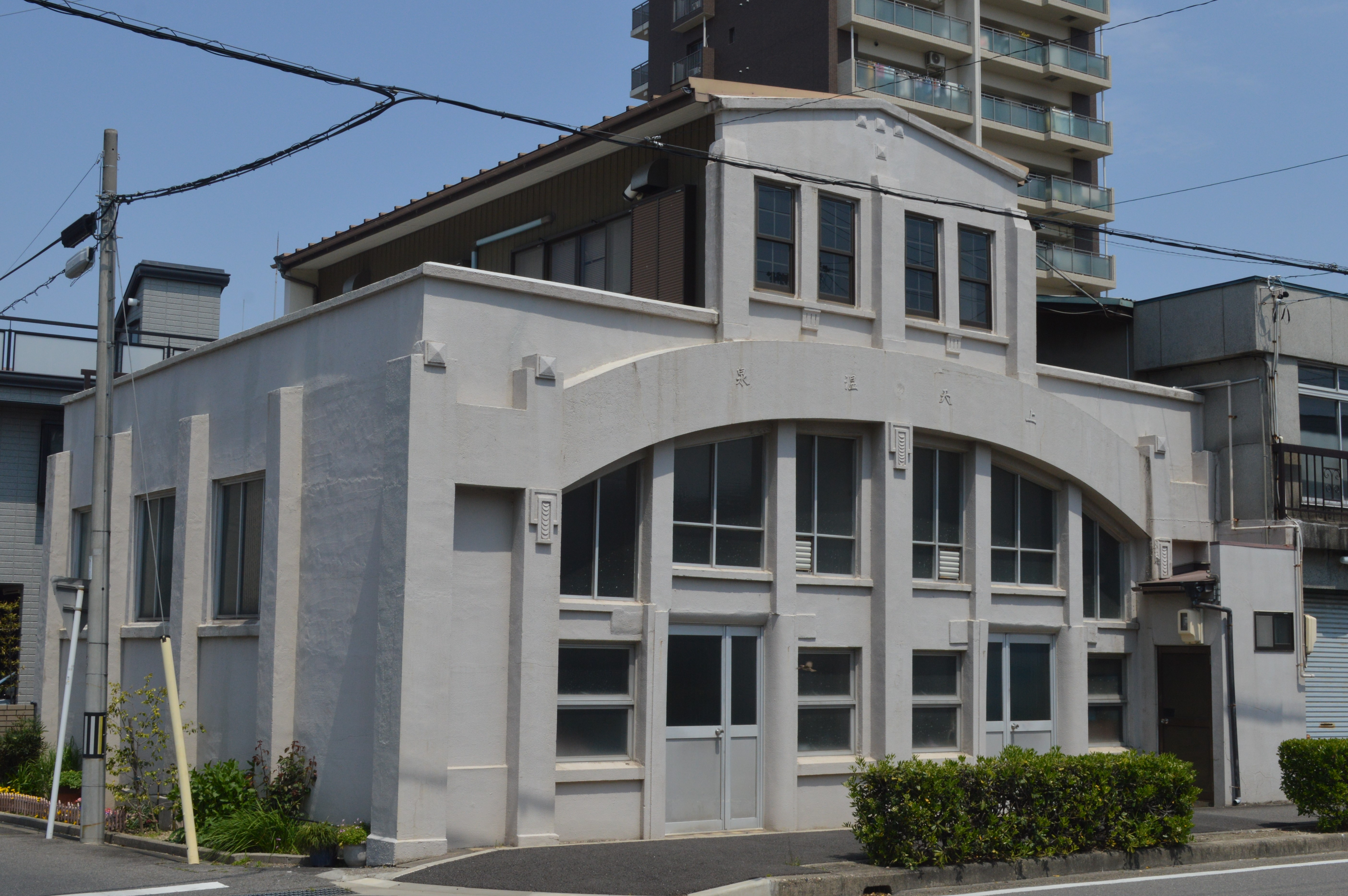
上天温泉
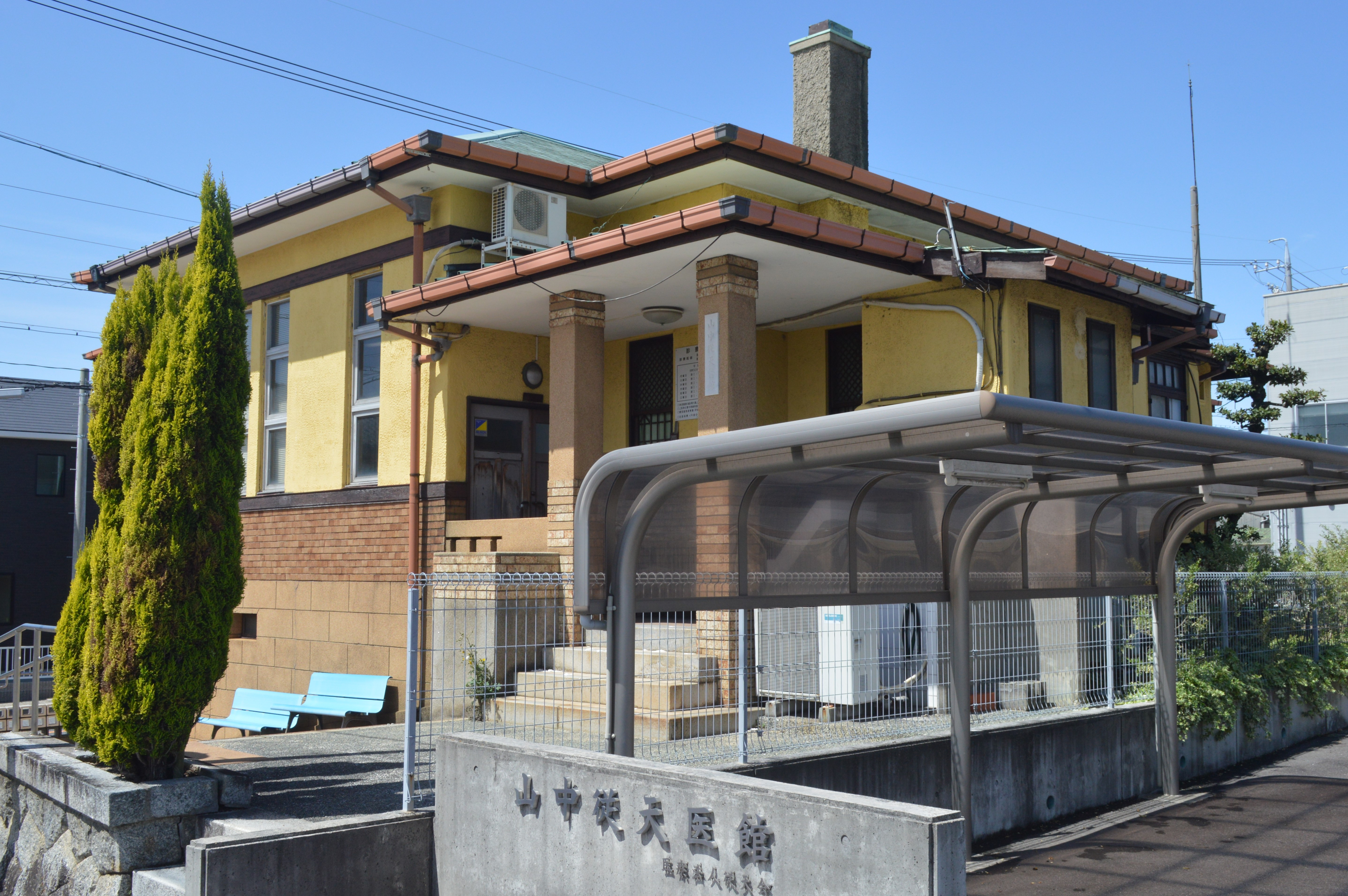
山中従天医館
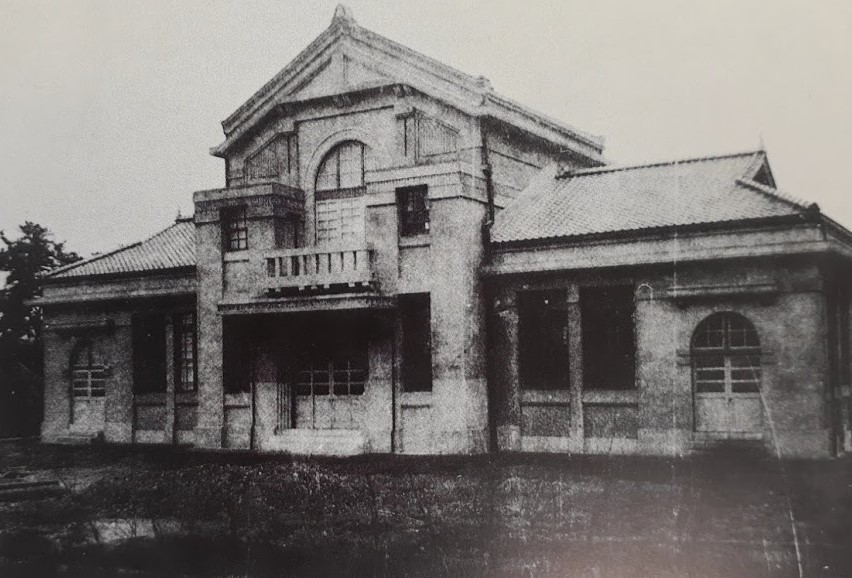
富士松村役場

### 時期不明
- 成田賢一郎邸
- 市川呉服店用品部（刈谷市）
- 平野邸（大府市）
- 刈谷町立専修商業学校（刈谷市）
- 農商銀行高浜出張所（高浜市）
- 古居病院（刈谷市）
- 竹内産婦人科（刈谷市）